# 城堡岩
77°48′S 166°46′E / 77.800°S 166.767°E

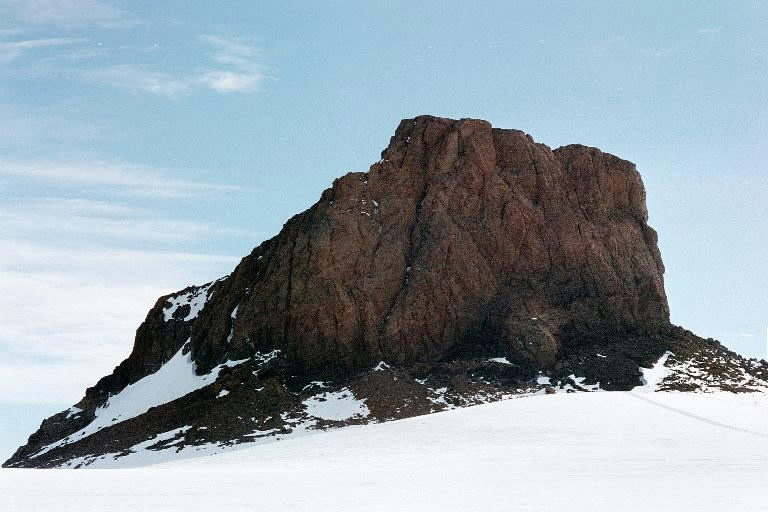

城堡岩（英語：Castle Rock）是南極洲的岩石，位於羅斯島的哈特角半島中部，海拔高度415米，由羅伯特·斯科特率領的英國探險隊命名，現時由南極條約體系管理。